# 阿納雷山脈

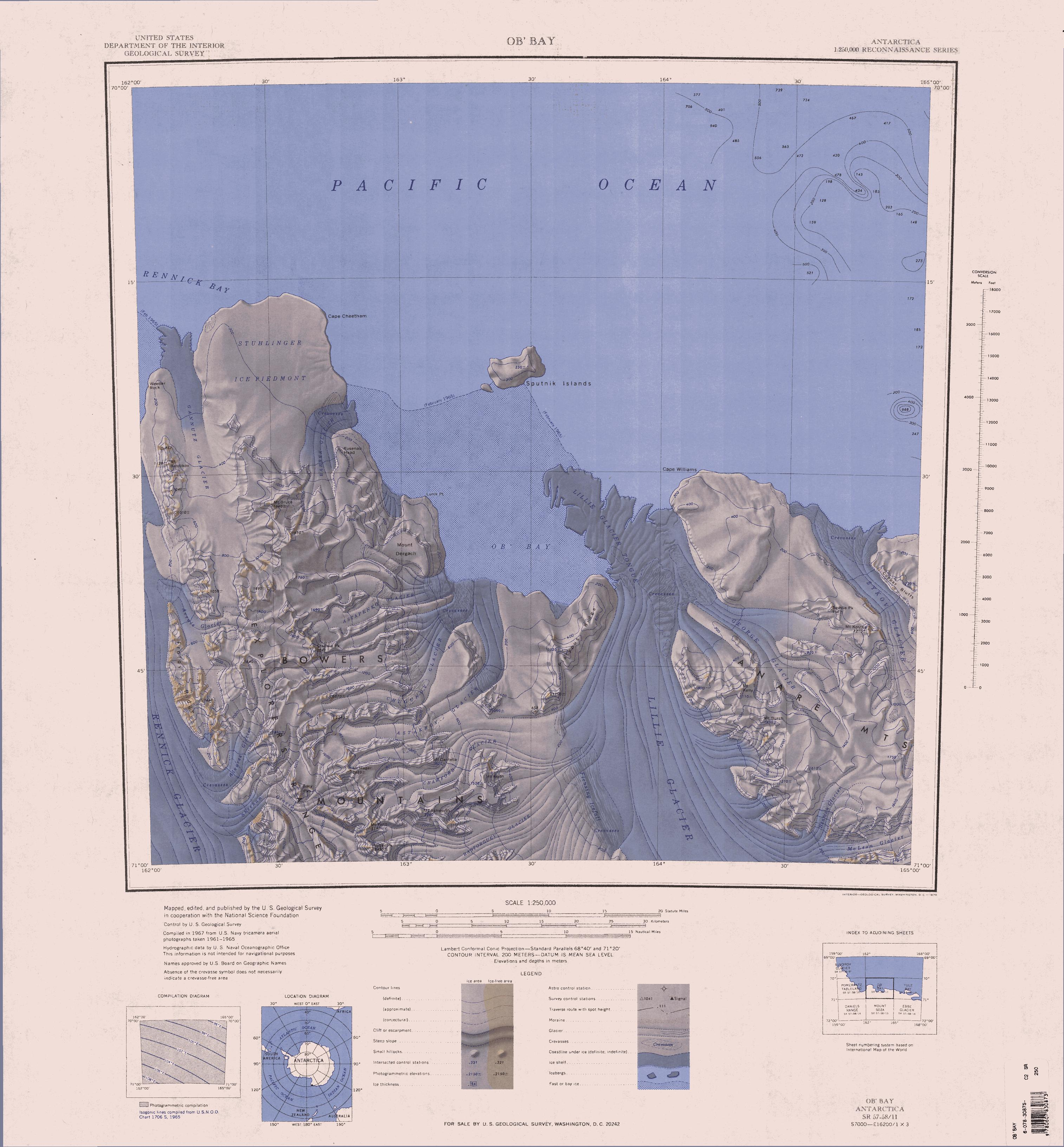

70°55′S 166°00′E / 70.917°S 166.000°E
阿納雷山脈（英語：Anare Mountains）是南極洲的山脈，位於維多利亞地北岸，最高點海拔高2,090米，該山脈在1841年被英國探險家詹姆斯·克拉克·羅斯發現，在1964年被命名。